# Hemiboeckella powellensis
Hemiboeckella powellensis là một loài động vật giáp xác thuộc họ Centropagidae. Đây là loài đặc hữu của Úc. Môi trường sống tự nhiên của chúng là hồ nước mặn.